# John Ogu
John Ogochukwu Ogu (Lagos, 20 april 1988) is een Nigeriaans voetballer die doorgaans speelt als middenvelder. In juli 2024 verliet hij Maccabi Jaffa. Ogu maakte in 2013 zijn debuut in het Nigeriaans voetbalelftal.

## Clubcarrière
Ogu speelde in zijn vaderland voor Akwa United. Hierna verkaste hij naar Drava Ptuj. Vier seizoenen lang speelde hij in de Sloveense Prva Liga, waarna de Nigeriaan achtereen kort speelde bij Atlético CP en Almería. Ogu ging in november 2011 spelen voor União Leiria. Aan het einde van het seizoen 2011/12 degradeerde União uit de Primeira Liga, waarna Académica Coimbra hem overnam. In zijn eerste seizoen speelde hij twintig competitieduels en het jaar erop zeven. In de zomer van 2014 verkaste de Nigeriaanse middenvelder naar Hapoel Beër Sjeva, waar hij zijn handtekening zette onder een verbintenis voor de duur van vier seizoenen. Na uiteindelijk vijf jaar bij de Israëlische club besloot Ogu te vertrekken. Na een half seizoen zonder club tekende hij bij Al-Adalah. In januari 2022 nam Hapoel Nof HaGalil hem over en een half seizoen later verkaste hij binnen Israël naar Maccabi Jaffa.

## Clubstatistieken
| Seizoen | Club               | Competitie       | Competitie | Competitie | Beker | Beker | Internationaal | Internationaal | Totaal | Totaal |
| Seizoen | Club               | Competitie       | Wed.       | Dlp.       | Wed.  | Dlp.  | Wed.           | Dlp.           | Wed.   | Dlp.   |
| ------- | ------------------ | ---------------- | ---------- | ---------- | ----- | ----- | -------------- | -------------- | ------ | ------ |
| 2006/07 | Drava Ptuj         | Prva Liga        | 16         | 0          | 0     | 0     | —              | —              | 16     | 0      |
| 2007/08 | Drava Ptuj         | Prva Liga        | 27         | 2          | 0     | 0     | —              | —              | 27     | 2      |
| 2008/09 | Drava Ptuj         | Prva Liga        | 27         | 4          | 1     | 0     | —              | —              | 28     | 4      |
| 2009/10 | Drava Ptuj         | Prva Liga        | 29         | 2          | 1     | 1     | —              | —              | 30     | 3      |
| 2010/11 | Atlético CP        | II Divisão       | 0          | 0          | 0     | 0     | —              | —              | 0      | 0      |
| 2010/11 | Almería            | Primera División | 0          | 0          | 0     | 0     | —              | —              | 0      | 0      |
| 2011/12 | União Leiria       | Primeira Liga    | 17         | 3          | 0     | 0     | —              | —              | 17     | 3      |
| 2012/13 | Académica Coimbra  | Primeira Liga    | 20         | 1          | 6     | 0     | 5              | 0              | 31     | 1      |
| 2013/14 | Académica Coimbra  | Primeira Liga    | 7          | 0          | 1     | 0     | —              | —              | 8      | 0      |
| 2014/15 | Hapoel Beër Sjeva  | Ligat Ha'Al      | 34         | 4          | 7     | 0     | —              | —              | 41     | 4      |
| 2015/16 | Hapoel Beër Sjeva  | Ligat Ha'Al      | 34         | 4          | 8     | 0     | 2              | 1              | 44     | 5      |
| 2016/17 | Hapoel Beër Sjeva  | Ligat Ha'Al      | 30         | 1          | 1     | 0     | 13             | 1              | 44     | 2      |
| 2017/18 | Hapoel Beër Sjeva  | Ligat Ha'Al      | 29         | 3          | 7     | 0     | 10             | 1              | 46     | 4      |
| 2018/19 | Hapoel Beër Sjeva  | Ligat Ha'Al      | 24         | 1          | 4     | 0     | 5              | 2              | 33     | 3      |
| 2019/20 | Al-Adalah          | Pro League       | 7          | 0          | 1     | 0     | —              | —              | 8      | 0      |
| 2020/21 | —                  | —                | —          | —          | —     | —     | —              | —              | —      | —      |
| 2021/22 | Hapoel Nof HaGalil | Ligat Ha'Al      | 9          | 0          | 0     | 0     | —              | —              | 9      | 0      |
| 2022/23 | Maccabi Jaffa      | Liga Leumit      | 34         | 1          | 0     | 0     | —              | —              | 34     | 1      |
| 2023/24 | Maccabi Jaffa      | Liga Leumit      | 31         | 0          | 2     | 0     | —              | —              | 33     | 0      |
| Totaal  | Totaal             | Totaal           | 375        | 26         | 40    | 1     | 35             | 5              | 450    | 32     |

Bijgewerkt op 9 augustus 2024.

## Interlandcarrière
Ogu maakte zijn debuut in het Nigeriaans voetbalelftal op 23 maart 2013, toen met 1–1 gelijkgespeeld werd tegen Kenia door doelpunten van Francis Kahata en Nnamdi Oduamadi. Ogu moest van bondscoach Stephen Keshi als wisselspeler aan het duel beginnen en hij viel zes minuten voor rust in voor Victor Moses. Zijn eerste doelpunt voor de nationale ploeg maakte de middenvelder in zijn veertiende interland, op 10 november 2017, tegen Algerije. Hij opende na drieënzestig minuten de score, waarna het nog gelijk werd door een treffer van Yacine Brahimi. Ogu werd in juni 2018 door bondscoach Gernot Rohr opgenomen in de selectie van Nigeria voor het wereldkampioenschap in Rusland.
| Interlands van John Ogu voor Nigeria | Interlands van John Ogu voor Nigeria | Interlands van John Ogu voor Nigeria | Interlands van John Ogu voor Nigeria | Interlands van John Ogu voor Nigeria | Interlands van John Ogu voor Nigeria | Interlands van John Ogu voor Nigeria |
| №                                    | Datum                                | Wedstrijd                            | Uitslag                              | Competitie                           | Goals                                |                                      |
| Als speler bij Académica Coimbra     | Als speler bij Académica Coimbra     | Als speler bij Académica Coimbra     | Als speler bij Académica Coimbra     | Als speler bij Académica Coimbra     | Als speler bij Académica Coimbra     | Als speler bij Académica Coimbra     |
| ------------------------------------ | ------------------------------------ | ------------------------------------ | ------------------------------------ | ------------------------------------ | ------------------------------------ | ------------------------------------ |
| 1                                    | 23 maart 2013                        | Nigeria – Kenia                      | 1 – 1                                | WK 2014 kwalificatie                 |                                      |                                      |
| 2                                    | 31 mei 2013                          | Mexico – Nigeria                     | 2 – 2                                | Vriendschappelijk                    |                                      |                                      |
| 3                                    | 5 juni 2013                          | Kenia – Nigeria                      | 0 – 1                                | WK 2014 kwalificatie                 |                                      |                                      |
| 4                                    | 12 juni 2013                         | Namibië – Nigeria                    | 1 – 1                                | WK 2014 kwalificatie                 |                                      |                                      |
| 5                                    | 17 juni 2013                         | Tahiti – Nigeria                     | 1 – 6                                | Confederations Cup 2013              |                                      |                                      |
| 6                                    | 20 juni 2013                         | Nigeria – Uruguay                    | 1 – 2                                | Confederations Cup 2013              |                                      |                                      |
| 7                                    | 23 juni 2013                         | Nigeria – Spanje                     | 0 – 3                                | Confederations Cup 2013              |                                      |                                      |
| 8                                    | 14 augustus 2013                     | Zuid-Afrika – Nigeria                | 0 – 2                                | Vriendschappelijk                    |                                      |                                      |
| 9                                    | 10 september 2013                    | Nigeria – Burkina Faso               | 4 – 1                                | Vriendschappelijk                    |                                      |                                      |
| 10                                   | 18 november 2013                     | Italië – Nigeria                     | 2 – 2                                | Vriendschappelijk                    |                                      |                                      |
| Als speler bij Hapoel Beër Sjeva     |                                      |                                      |                                      |                                      |                                      |                                      |
| 11                                   | 29 maart 2015                        | Zuid-Afrika – Nigeria                | 1 – 1                                | Vriendschappelijk                    |                                      |                                      |
| 12                                   | 13 juni 2015                         | Nigeria – Tsjaad                     | 2 – 0                                | AK 2017 kwalificatie                 |                                      |                                      |
| 13                                   | 23 maart 2017                        | Nigeria – Senegal                    | 1 – 1                                | Vriendschappelijk                    |                                      |                                      |
| 14                                   | 10 november 2017                     | Algerije – Nigeria                   | 1 – 1                                | WK 2018 kwalificatie                 | 63'                                  |                                      |
| 15                                   | 14 november 2017                     | Argentinië – Nigeria                 | 2 – 4                                | Vriendschappelijk                    |                                      |                                      |
| 16                                   | 23 maart 2018                        | Polen – Nigeria                      | 0 – 1                                | Vriendschappelijk                    |                                      |                                      |
| 17                                   | 27 maart 2018                        | Nigeria – Servië                     | 0 – 2                                | Vriendschappelijk                    |                                      |                                      |
| 18                                   | 2 juni 2018                          | Engeland – Nigeria                   | 2 – 1                                | Vriendschappelijk                    |                                      |                                      |
| 19                                   | 6 juni 2018                          | Nigeria – Tsjechië                   | 0 – 1                                | Vriendschappelijk                    |                                      |                                      |
| 20                                   | 11 september 2018                    | Libanon – Nigeria                    | 1 – 2                                | Vriendschappelijk                    |                                      |                                      |
| 21                                   | 16 oktober 2018                      | Libië – Nigeria                      | 2 – 3                                | AK 2019 kwalificatie                 |                                      |                                      |
| 22                                   | 17 november 2018                     | Zuid-Afrika – Nigeria                | 1 – 1                                | AK 2019 kwalificatie                 |                                      |                                      |
| 23                                   | 20 november 2019                     | Nigeria – Oeganda                    | 0 – 0                                | Vriendschappelijk                    |                                      |                                      |
| 24                                   | 26 maart 2019                        | Nigeria – Egypte                     | 1 – 0                                | Vriendschappelijk                    |                                      |                                      |
| 25                                   | 8 juni 2019                          | Nigeria – Zimbabwe                   | 0 – 0                                | Vriendschappelijk                    |                                      |                                      |
| 26                                   | 16 juni 2019                         | Senegal – Nigeria                    | 1 – 0                                | Vriendschappelijk                    |                                      |                                      |
| 27                                   | 30 juni 2019                         | Madagaskar – Nigeria                 | 2 – 0                                | AK 2019                              |                                      |                                      |

Bijgewerkt op 9 augustus 2024.

## Erelijst
| Ligat Ha'Al | 3 | 2015/16, 2016/17, 2017/18 |